# حسين المرصفي
الشيخ حسين أحمد المرصفي (توفي 26 يناير 1889م) هو شيخ الأدباء في عصر الخديو إسماعيل، وهو أوائل أساتذة دار العلوم عند إنشائها.

## نشأته
نشأ حسين المرصفي في بلدة مرصفا مركز بنها بالقليوبية، وهو ابن الشيخ أحمد المرصفي ـ المكنى بأبي حلاوة ـ أحد علماء الأزهر الأعلام في عصره.

## تعليمه
كُف بصره وهو في الثالثة من عمره، وحفظ القرآن في صباه، ثم التحق بالأزهر، ولما أجازه علماؤه تولى التدريس بالأزهر، وكان يقرأ لطلابه بالأزهر في النحو «مغني اللبيب» لابن هشام وكتب أعلام البلاغة، ودواوين متقدمي الشعراء.

## تأسيس دار العلوم وتدريسه بها
لما قررت نظارة المعارف في عهد علي باشا مبارك تنظيم محاضرات عامة تلقى في المدرج الكبير الذي كان يسمى دار العلوم بسراي درب الجماميز، اختير طائفة من كبار العلماء في مختلف العلوم والفنون لإلقاء هذه المحاضرات، وكان من بينهم المرصفي، الذي بدأ منذ عام 1871 يلقي محاضرتين في الأدب يومي الأحد والأربعاء من كل أسبوع، وكان من العلماء الذين اختيروا لإلقاء المحاضرات أيضًا الشيخ أحمد شرف الدين المرصفي (في النفسير والحديث) والشيخ عبد الرحمن الجيزاوي مفتي الحقانية (للفقه الحنفي) والمسيو نيدال (لفن السكك الحديدية) والمسيو جيجون (لفن الآلات) والمسيو هنري بروكسن (للتاريخ العام)، والمسيو بكيت (لعلوم الطبيعة) وإسماعيل باشا الفلكي ناظر المهندسخانة (لعلم الفلك) وأحمد ندا بك (لعلم النباتات) والمسيو فرانس (لفن الأبنية)، وكانت تلك المحاضرات نواة لإنشاء مدرسة دار العلوم فيما بعد.
ومنذ ذلك الحين ترك المرصفي التدريس بالأزهر ليتفرغ للتدريس في دار العلوم، وليكون أول أستاذ بها للأدب العربي وتاريخه، وقد تعلم المرصفي اللغة الفرنسية بطريقة برايل.

## من مؤلفاته
- الوسيلة الأدبية إلى العلوم العربية: وهو موسوعة لغوية تقع في مجلدين، طبع الأول منهما ـ ويقع في 214 صفحة ـ عام 1875، والثاني ـ ويتكون من 703 صفحات ـ عام 1879، ويتضمن الكتاب مجموعة من المحاضرات التي ألقاها الشيخ في دار العلوم، وفيها تناول بالدرس أكثر من إثنى عشر علمًا، مثل اللغة وأصولها، والنحو، والصرف، والبلاغة، والعروض، والقوافي، والإملاء، وصناعة الترسل، وقرض الشعر، وتاريخ نشأة الفنون وتدوين العلوم، وتاريخ التربية، وتاريخ الكتّاب، والنقد الأدبي.[3]
- دليل المسترشد في فن الإنشاء: وهو كتاب من ثلاث مجلدات تقع في نحو ألف صفحة، وهو مجموعة من المحاضرات في النثر الفني تناول فيها الشيخ عدة علوم تتصل من قريب أو بعيد بفن الكتابة، مثل الأدب وتاريخه ونقده، ووعلم النفس، والمنطق، والتربية، والفقه، وعلم الحياة.[3]
- الكلم الثمان في علم الاجتماع: يعد من الكتب الأمهات في علم الدلالة السياسي كما يقول أنور عبد الملك، بل يعد الكتاب الأول في هذا المجال في مصر كما يقول محمد حافظ دياب الذي حقق طبعة منه صدرت عن هيئة قصور الثقافة بمصر، وتتضمن رسالة «الكلم الثماني» شرحًا لثمان كلمات يكثر ترديد الألسن لها، هي الأمة، والوطن، والحكومة، والعدل، والظلم، والسياسة، والحرية، والتربية. صدرت الطبعة الأولى من هذه الرسالة عام 1881 في نسخ محدودة.

## اتجاهاته الادبية
يعد الشيخ حسين المرصفي أحد ممثلي المدرسة الإحيائية، وهو يرفض التعريف العروضي للشعر، لأنه يدل على أنَّ الشعر هو «الكلام الموزون المقفى» ويتبنى حداً آخر للشعر ليس محاكيا للتراث فحسب، وإنما هو نقل حرفي لتعريف ابن خلدون، ويتحكم فيه الأسلوب المنطقي في الحدود القائم على أساس الفصل والجنس، يقول: «الشعر هو الكلام البليغ المبني على الاستعارة والأوصاف المفصل بأجزاء متفقة في الوزن والروي مستقل كل جزء منها في غرضه ومقصده عما قبله وبعده الجاري على أساليب العرب المخصوصة».

## من تلاميذه
- محمود سامي البارودي
- أحمد شوقي